# Traboulidon
Traboulidon est une série télévisée jeunesse québécoise en 85 épisodes de 25 minutes diffusée du 15 septembre 1983 au 28 mai 1987 à la Télévision de Radio-Canada.

## Synopsis
Un jour, Bulle (Sylvie Léonard) et Philo (Denis Mercier) s'amusaient avec un jeu informatique créé par ce dernier, Traboulidon. Soudain, une force mystérieuse provenant du jeu les emprisonne dans un monde fantastique nommé « les traboules ». Ce monde est vaste et comporte de nombreux endroits surréalistes que les deux personnages vont découvrir d'émission en émission, croisant ici et là quelques personnages récurrents dont le fameux N'est-ce pas X.
Bulle et Philo conservent sur eux les manettes du jeu mais elles sont endommagées et ne fonctionnent pas correctement. C'est pourquoi ils tentent de sortir des traboules en appuyant sur le bouton principal des manettes, ce qui les projette dans un nouveau monde étrange au début de chaque émission. Dans la dernière saison, ils ont enfin réussi à revenir dans notre monde mais continuent à explorer les traboules après que Philo ait réparé les manettes.

## Fiche technique
- Scénario : Jean Bellemarre et Maryse Pelletier
- Réalisation : Lise Chayer et Michel F. Gélinas
- Musique : Serge Brodeur
- Société de production : Société Radio-Canada

## Distribution
- Sylvie Léonard : Bulle
- Denis Mercier : Philo
- Alain Gélinas : Nespa
- Richard Blaimert : Frite
- Richard Lalancette : Frite
- Normand Carrière : Petitchoix
- Anne Dandurand : Grandchoix
- Francine Ruel : Mme Zazo